# Eugaster fernandezi
Eugaster fernandezi är en insektsart som beskrevs av Mariano de la Paz Graells 1878. Eugaster fernandezi ingår i släktet Eugaster och familjen vårtbitare. Inga underarter finns listade i Catalogue of Life.